# Воинское кладбище (Коло)

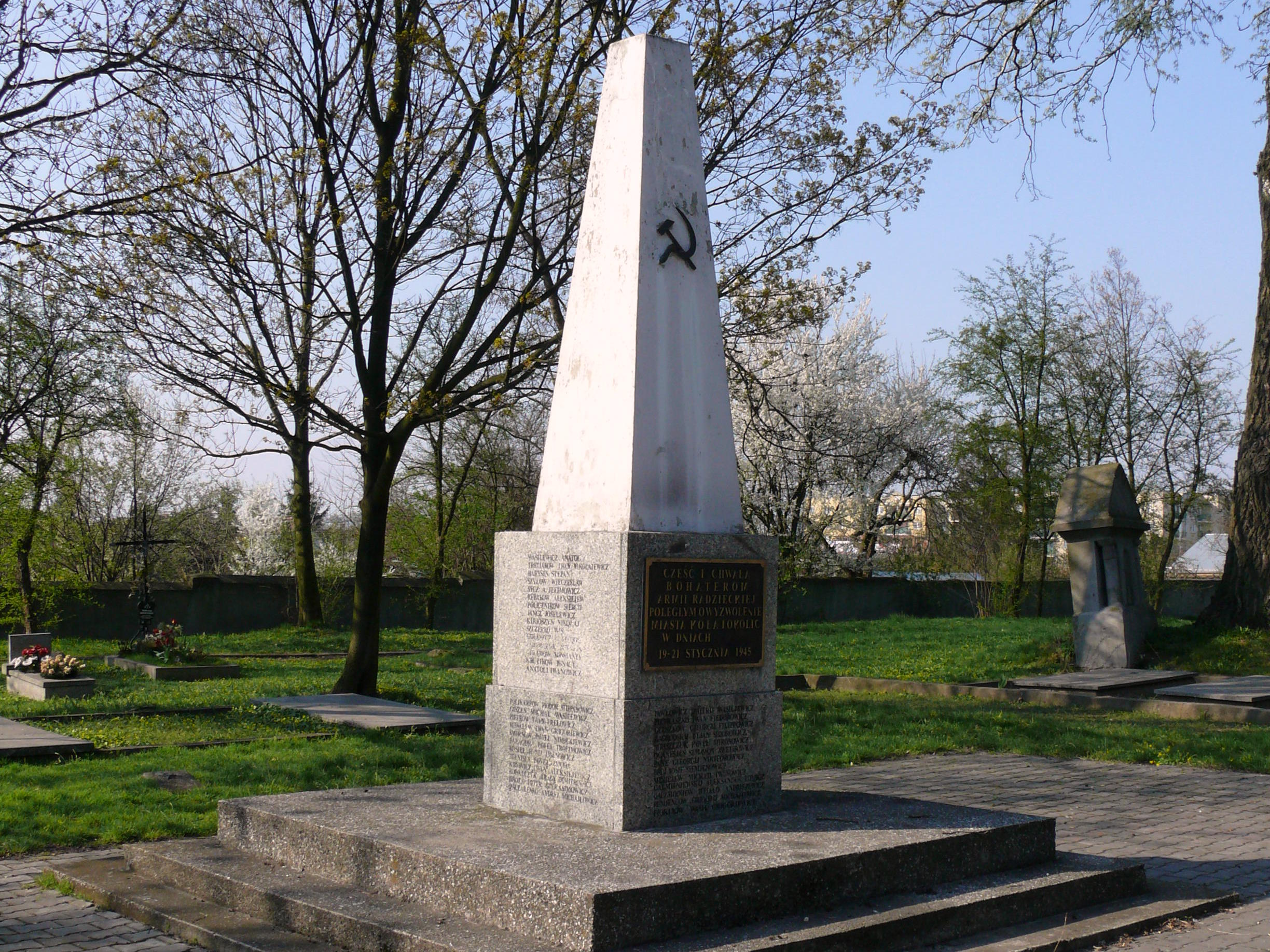
Памятник советским солдатам и офицерам, похороненным на воинском кладбище в Коло

Воинское кладбище (пол. Cmentarz wojenny) — некрополь, на котором похоронены советские военнослужащие, погибшие во время ожесточённых боёв за освобождение польского города Коло и его окрестностей (ныне Великопольское воеводство) во время Второй мировой войны.
Расположено на трассе Варшава-Познань, в восточной части города, на территории одного из городских районов — Оседле Варшавские (пол. Osiedle Warszawskie). На кладбище похоронено 542 советских солдата и офицера. Из них, известных — 109, неизвестных — 433.
В центральной части установлен памятник с символом СССР — серпом и молотом и надписью: «Cześć i chwała bohaterom Armii Radzieckiej, poległym o wyzwolenie miasta Koła i okolic w dniach 19-21 stycznia 1945 r.» («Честь и слава героям Советской Армии, павшим за освобождение города Коло и окрестностей 19-21 января 1945 г.»). Ниже начертаны фамилии павших. Имеется более ста надгробий.
В феврале 1997 на кладбище были захоронены останки ещё 13 найденных и эксгумированных в г. Слупца советских воинов.
Кроме того, на воинском кладбище в Коло установлен второй памятник в честь неизвестных польских летчиков, павших в воздушных боях над городом во время сентябрьской кампании 1939 года. Памятник украшен крестом и сломанным пропеллером на надгробной плите.
На территории кладбища сохранились остатки захоронений православных жителей Коло XIX века.
Шефствует над кладбищем министерство территориального хозяйства и строительства Республики Польша.